# Diego Galindo
Diego Galindo (nacido como Diego Pérez Galindo, Sevilla, España, 25 de octubre de 1978) es un dibujante e historietista español. Es conocido por haber dibujado series como Stranger Things and Dungeons & Dragons, editada por Dark Horse Comics y publicada en España por Norma Editorial.

## Reseña biográfica
Licenciado en Bellas artes en 2003 por la Universidad de Sevilla. Durante su primera etapa profesional como artista plástico su trabajo se enfocó en la pintura. Trabajó como artista en galerías y realizó numerosas exposiciones colectivas e individuales. Durante el curso 2009-2010 ejerció como profesor del departamento de Dibujo de la Facultad de Bellas Artes en la Universidad de Sevilla.
En 2010 decide orientar su carrera profesional hacia el mundo del cómic, centrando su producción principalmente en el mercado estadounidense. Ha colaborado con guionistas como El Torres, Scott Lobdell, Greg Pak, Jody Houser y Jim Zub. 
Ha trabajado con numerosas editoriales, como Dynamite Entertainment (Red Sonja, Army of Darkness), Boom! Studios (Power Rangers) y Dark Horse Comics (Stranger Things).
Trabaja como dibujante, aunque también entinta y colorea muchos de sus trabajos. Ha trabajado como portadista para numerosas series y colecciones.

## Trabajos acreditados
- 2014 "Beast Commandos" N.º 1. Amigo Comics.
- 2014 "Roman Ritual" N.º 1. Amigo Comics.
- 2014 "Nancy in the Hell. Doble Sesión" N.º 1. Aleta Ediciones.
- 2014 "Mastodonte" N.º 1. Dibbuks.
- 2014 "Ghost Wolf" N.º 3. Amigo Comics.
- 2015 "Rogues!: The Curse of the Chicken" N.º 3, 4, 5, 6. Amigo Comics.
- 2015 "Rogues!: Hearts and Tombs" N.º 3. Amigo Comics.
- 2015 "Grimm Fairy Tales presents Coven" Miniserie de 5 números (1, 2 , 3, 4, 5). Zenescope Entertainment.
- 2015 "Bribones: la Maldición de la Gallina y otras Historias" N.º 1 Amigo Comics.
- 2015 "Bribones: de Dioses y Tumbas" N.º 3. Amigo Comics.
- 2015 "Metallic Silence” N.º 1-2. Amigo Comics.
- 2015 "Bribones" N.º 1. Dibbuks.
- 2016 "Rogues!: The Burning Heart" N.º 4 - 5. Amigo Comics.
- 2016 "Red Agent" N.º 1-2-3-5. Zenescope Entertainment.
- 2016 "Red Sonja” N.º 4-5. Dinamyte Entertainment.
- 2016 “Army of Darkness Election Special" Número único. Dynamite Entertainment.
- 2016 “Army of Darkness/Xena, Warior Princess: Forever...And A Day." N.º 2-3-4-5-6. Dinamyte Entertainment.
- 2016 "Grimm" N.º 2. Dinamyte Entertainment.
- 2016 "Roman Ritual" Variante 1. Dibbuks/Zona Comics.
- 2016 "Unleash" N.º 2 y 4. Amigo Comics.
- 2017 "La Aventura de la Primera Vuelta al Mundo" N.º 1. Consejería de Cultura de la Junta de Andalucía.
- 2017 "Jim Butcher's The Dresden Files: Dog Men" Miniserie de 6 números (1, 2 , 3, 4, 5, 6). Dynamite Entertainment.
- 2018 "Trueno" N.º 11. Asociación de Amigos del Capitán Trueno.
- 2018 "Nancy in Hell" N.º 1. Karras Comics.
- 2018 "Ghost Wolf" N.º 1. Karras Comics.
- 2018 "Pathfinder: Spiral of Bones" Miniserie de 5 números. Dynamite Entertainment.
- 2018 "Pathfinder: Worldscape: Swords of Sorrow One-Shot" Número único. Dynamite Entertainment.
- 2018 "Firefly" Nº 1. Boom! Studios.
- 2018 "Firefly" Nº 2. Boom! Studios.
- 2018 "Dejah Thoris" Vol.2 Nº 10. Dynamite Entertainment.
- 2019 "Mighty Morphin Power Rangers" N.º 8. Boom! Studios.
- 2019 "KINO: The Man In the Iron Mask" N.º 10-14. Lion Forge Comics.
- 2019 "Red Mother" N.º 1. Boom! Studios.
- 2019 "Disney Aladdin: Four Tales of Agrabah" Graphic novel. Dark Horse Comics.
- 2019 "Firefly" Nº 1. Boom! Studios.
- 2019 "Firefly" Nº 6. Boom! Studios.
- 2019 "Mighty Morphin Power Rangers" N.º 42. Boom! Studios.
- 2020 "Stranger Things and Dungeons & Dragons" Miniserie de 4 números. Dark Horse Comics.
- 2020 "Something is Killing the Children" N.º 13. Boom! Studios.
- 2020 "Power Rangers Sins of the Future" Boom! Studios.
- 2020 "Power Rangers" N.º 2. Boom! Studios.
- 2021 "Stranger Things: Tomb of Ybwen" Miniserie de 4 números. Dark Horse Comics.
- 2021 "Stranger Things y Dungeons & Dragons" N.º 1. Norma Editorial.
- 2021 "BRZRKR" N.º 1. Boom! Studios.
- 2022 "Frank Frazetta's Death Dealer" N.º 5. Opus.
- 2022 "Bárbara la Bárbara" N.º 2. Unrated Comics.
- 2022 "Stranger Things: la Tumba de Ybwen" N.º 5. Norma Editorial.
- 2023 "Avatar: el Terreno Elevado" N.º 2. Panini Comics.
- 2023 "Power Rangers Mighty Morphin" N.º 4. Moztros.
- 2023 "Maskerade" N.º 1. Dark Horse Comics.
- 2024 "Power Rangers Pecados del Pasado / Los Psycho Rangers Regresan" N.º 1. Moztros.